# Loxerebia suroia
Loxerebia suroia är en fjärilsart som beskrevs av Robert Christopher Tytler 1914. Loxerebia suroia ingår i släktet Loxerebia och familjen praktfjärilar. Inga underarter finns listade i Catalogue of Life.